# من با کمر تو در میان کردم دست
رباعی با مطلع «من باکمر تو در میان کردم دست» پنجمین رباعی از دیوان حافظ به تصحیح محمد قزوینی و قاسم غنی می باشد.
| من باکمر تو در میان کردم دست   |  | پنداشتمش که در میان چیزی هست   |
| پیداست از آن میان چو بربست کمر |  | تا من ز کمر چه طرف خواهم بربست |